# Соколов, Андрей Константинович (художник)
Соколо́в Андре́й Константи́нович (29 сентября 1931 — 16 марта 2007) — советский и российский художник-фантаст (живопись, графика, космическое искусство), архитектор. Народный художник РСФСР (1982).

## Биография

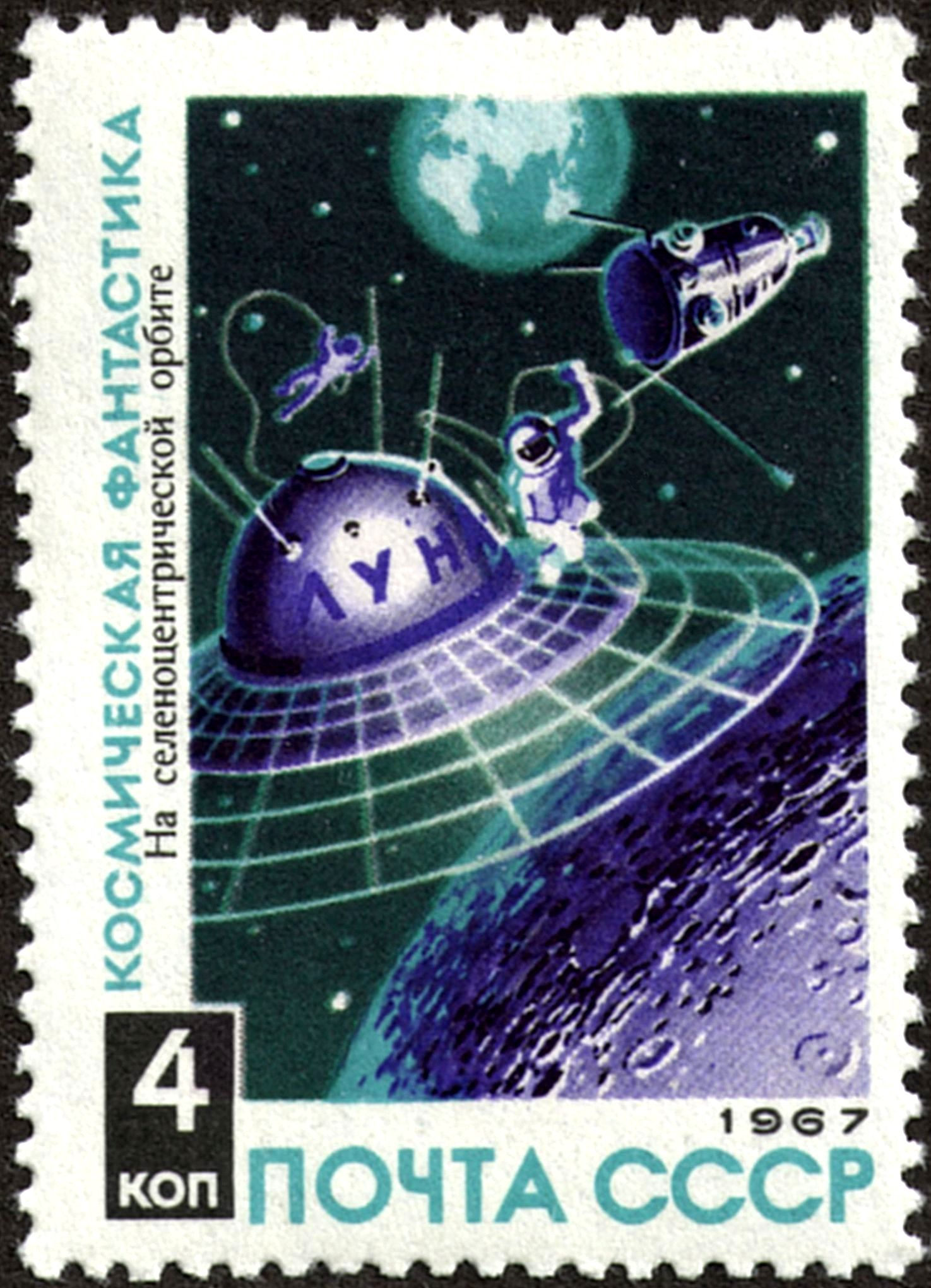
А. К. Соколов, А. А. Леонов. На селеноцентрической орбите. 1967 г. Марка СССР, 1967 г.

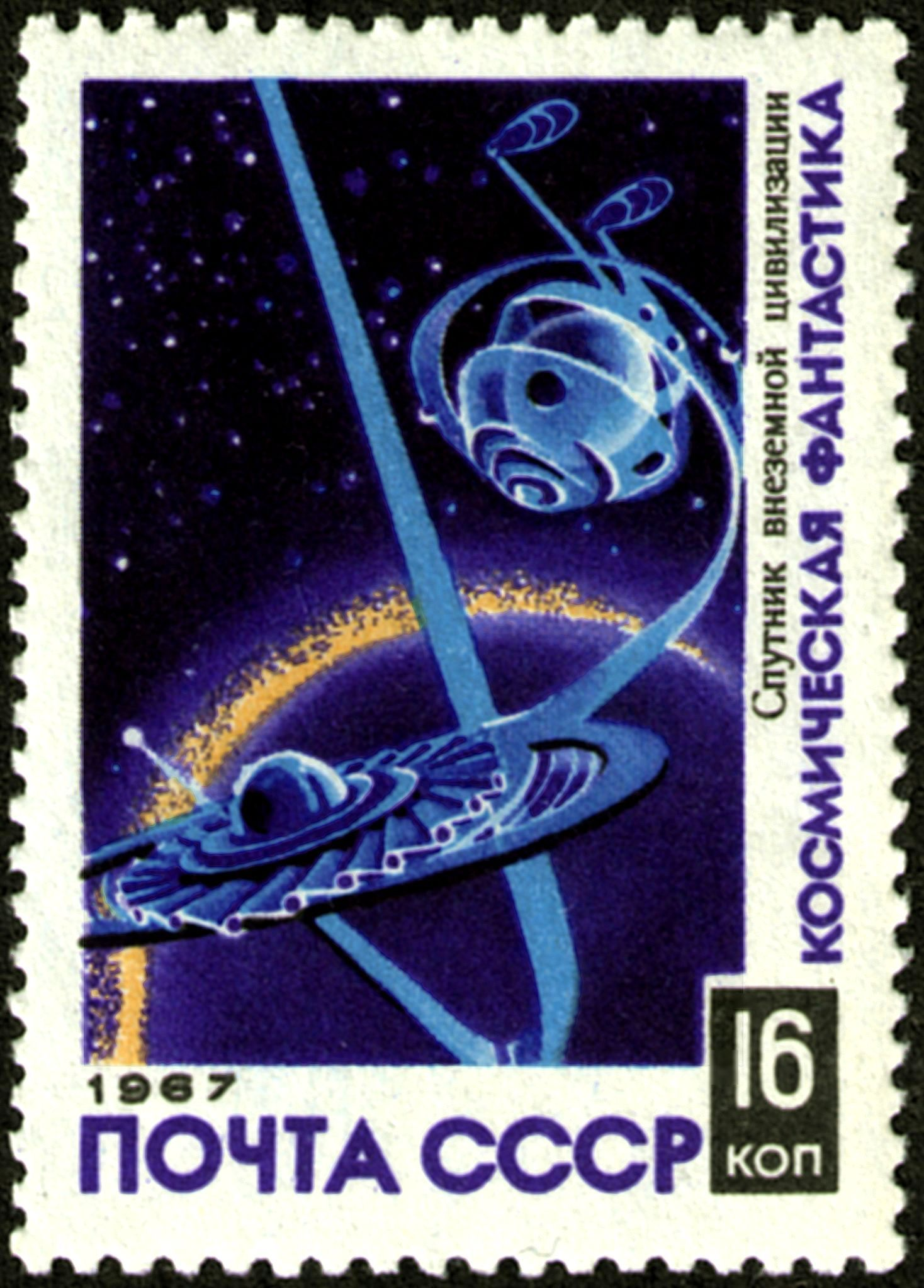
А. К. Соколов. Спутник внеземной цивилизации. 1966 г. Марка СССР, 1967 г.

Родился 29 сентября 1931 года в Ленинграде. Отец художника, Константин Михайлович Соколов, был одним из руководителей строительства космодрома Байконур, Останкинской телебашни, автозавода «ВАЗ».
После окончания МАРХИ в 1955 году А. К. Соколов работал по специальности, в том числе в составе архитектурных групп по проектированию «закрытых» спецгородков.
С 1955 года участник художественных выставок.
С детства любил фантастику и первые работы в жанре научно-фантастической живописи посвятил роману Рэя Брэдбери «451 градус по Фаренгейту».
После запуска первого искусственного спутника Земли в 1957 году всё творчество А. Соколова посвящено теме освоения космоса — он первый в мире художник, который начал рисовать открытый космос, не выходя из мастерской.
Рисунки темперой на картоне и полотна, написанные маслом на холсте, отличает подробная пропись деталей конструкции космических кораблей, пейзажей, космических явлений. Некоторые его полотна представляют собой как бы сериалы: этапы строительства космической станции, высадка на Луне, Марсе, Венере, спутниках планет.
Начиная с 1965 года соавтором А. Соколова стал космонавт Алексей Леонов.
В 1990-х годах Соколов участвует в совместной работе с американским художником Р. Макколлом (англ.).
Творчество Андрея Соколова оказало влияние на работу других деятелей науки и культуры. Под влиянием его картины «Лифт в космос» знаменитый фантаст Артур Кларк написал книгу «Фонтаны рая». Рассказ «Пять картин» Иван Ефремов посвятил Соколову. Астронавт Эдвин Олдрин, посетивший в 1969 году Луну («Аполлон»-11), мечтал познакомиться с работами Соколова.
Полотна Соколова выставлялись в Смитсоновском институте (США), в Дрезденской галерее, в музеях Берлина, Токио, Минска, многих городов СССР.
Умер 16 марта 2007 года.

## Личная жизнь
- Жена — Нина Филипповна Лапунова, актриса, искусствовед, автор статей и монографий о художниках XIX века и современности.

## Награды и премии
- народный художник РСФСР (1982)
- премия Ленинского комсомола (1979)[1] — за книгу-альбом «Человек и вселенная» (совместно с А. А. Леоновым)
- Золотые медали имени С. П. Королёва и Ю. А. Гагарина[4]